# Toe Fat
Toe Fat — британская рок-группа, образовавшаяся в 1969 году в Лондоне, Англия. Toe Fat, исполнявшие блюз-рок с элементами прогрессив, выпустили два альбома и остались в истории, главным образом, благодаря тому, что через её состав прошли двое будущих участников Uriah Heep.

## История
Fat Toe образовались в июне 1969 года после того, как к Клифф Беннетт (экс-Rebel Rouser, Cliff Bennett Band) пригласил к сотрудничеству клавишника The Gods Кена Хенсли, который в свою очередь привлек в состав двух других своих бывших коллег, Ли Керслейка (ударные) и Джона Гласкока (бас-гитара). Вариант Toe Fat («Жир большого пальца ноги») появился однажды за ужином, когда Беннетт и его менеджер задались целью придумать самое отталкивающее название, какое только может иметь группа.
Toe Fat сразу же подписали американский контракт с Rare Earth Records, филиалом компании Motown, который специализировался на релизах прогрессивного рока. В Британии группа подписалась к EMI, выпустив дебютный альбом на лейбле Parlophone. Пластинка, обложку которой оформила арт-компания Hipgnosis, известная по сотрудничеству с Pink Floyd, провалилась коммерчески, но получила поддержку критиков. В результате после выхода первого сингла «Workin' Nights» (на обороте была одна из ранних композиций Элтона Джона «Bad Side of the Moon») группу пригласили разогревщиками в американский тур Derek and the Dominos.
В 1970 году Хенсли перешел в Uriah Heep (Беннетт — в заметках на обложке перевыпущенного альбома Rebellion — писал, что у него было подобное предложение, и он совершил ошибку, отвергнув его). Керслейк перешел — сначала в National Head Band, затем в 1971 году также в Uriah Heep. За ударными его заменил Брайан Гласкок, а на смену басисту Конасу пришел (также из The Gods) его брат Джон Гласкок (позже — участник Jethro Tull).
Второй альбом Toe Fat Two записывался с клавишником Аланом Кендаллом, утяжелившим звучание, и продюсером Джонатаном Пилом, а вышел на лейбле Regal Zonophone. Несмотря на то, что материал альбома часто звучал на британском радио и группу приглашали записываться в студиях Би-би-си (в частности, ведущий Терри Воган), коммерческого успеха вновь не последовало. Компания EMI проинформировала группу о том, что больше не сможет содержать её. Toe Fat распались, так и не реализовав свой значительный (по мнению музыкальной критики) творческий потенциал.
Беннетт записал сольный альбом Rebellion, также успеха не имевший, затем присоединился к Мику Грину в группе Shanghai (1974), после чего на некоторое время ушёл из музыкального бизнеса в корабельный. Позже он вернулся к концертной деятельности с собственной группой Rebel Rousers. Джон Гласскок в 1976 году образовал Carmen, впоследствии сотрудничал с Мэдди Прайор и Ричардом Дайдженсом. Алан Кендалл и Брайан Гласкок стали участниками (и авторами песен) Bee Gees.

## Дискография
- Toe Fat (Rare Earth RS 511 (США)/Parlophone PCS 7097 (Великобритания), 1970)
- Toe Fat Two (Rare Earth RS 525 /Regal Zonophone SLRZ 1015, 1971)